# 块 (C语言扩展)
块（blocks）是由LLVM提出的类似于lambda表达式的非标准C语言扩展，亦可以应用于Objective-C与C++中。它的语法类似于这些函数中的闭包，即由大括号包括的语句块。
苹果设计块的一个目的是使设计基于Grand Central Dispatch线程结构的程序更容易，但块是独立于这一构架的，它也可以在其它程序中以与普通语句块十分相似的方式应用。苹果已经在苹果修改版的GCC编译器以及Clang LLVM编译器前端中实现了这一特性；同时，LLVM计划，包括了支持块特性的运行时库。
与函数定义类似，块可以有参数，也可以在其内部声明私有变量。与普通的C函数定义不同，块可以使用其上文中定义的变量。一个块定义会产生一个不透明的值，该值同时包括了块内代码的引用和定义时栈内局部变量的快照（而非调用时）。块可以在定义后被调用，其行为与函数指针相同。块可以如同函数指针一般被赋值到变量中，作为函数的参数传递，但若块需要在其被定义的范围之外被使用时，程序员（或API）需要将该块用特别的运算符（Block_copy）标记。
在定义块之后，块内的代码可以在任何时间被调用，语法与调用函数相同。

## 示例
一个简单的计数器的例子：
```
#include
 
<stdio.h>

#include
 
<Block.h>

typedef
 
int
 
(
^
IntBlock
)();

IntBlock
 
MakeCounter
(
int
 
start
,
 
int
 
increment
)
 
{

	
__block
 
int
 
i
 
=
 
start
;

	

	
return
 
Block_copy
(
 
^
 
{

		
int
 
ret
 
=
 
i
;

		
i
 
+=
 
increment
;

		
return
 
ret
;

	
});

	

}

int
 
main
(
void
)
 
{

	
IntBlock
 
mycounter
 
=
 
MakeCounter
(
5
,
 
2
);

	
printf
(
"First call: %d
\n
"
,
 
mycounter
());

	
printf
(
"Second call: %d
\n
"
,
 
mycounter
());

	
printf
(
"Third call: %d
\n
"
,
 
mycounter
());

	

	
/* 由于是复制的块，因此需要释放 */

	
Block_release
(
mycounter
);

	

	
return
 
0
;

}

/* Output:

	First call: 5

	Second call: 7

	Third call: 9

*/

```

## 编译
Linux:
```
clang
 
-fblocks
 
blocks-test.c
 
-lBlocksRuntime

```

## 与GCC嵌套函数的关系
块在外表上与GCC的C扩展语句块内的嵌套函数相似。然而，嵌套函数与块不同，在退出当前语句块后就不能被调用了。

## C语言标准
块特性已经被提交到C标准委员会，作为C1x标准的一系列提案。